# NGC 2775
NGC 2775 (другие обозначения — UGC 4820, MCG 1-24-5, ZWG 34.6, KARA 309, PGC 25861) — галактика в созвездии Рака. Находится на расстоянии около 67 миллионов световых лет от Солнца.
Является флоккулентной спиральной галактикой переходного типа.
Ядро галактики неактивно и в нём практически не наблюдается пылевых и газовых облаков. Там не наблюдается никакого звездообразования. При этом ядро имеет относительно большой размер по сравнению со всей галактикой. Вероятным объяснением называют высокую частоту вспышек сверхновых звёзд в прошлом, которые разметали газ на периферию.
У галактики наблюдается пылевой хвост, которые, вероятно, образовался от приливного воздействия на галактику-спутник. Соседняя неправильная галактика NGC 2777 также имеет признаки приливного взаимодействия, что говорит о гравитационной связи объектов.
Кроме того NGC 2775 является наиболее ярким объектом одноимённой группы галактик, которая в свою очередь принадлежит крупному скоплению Насоса.
Этот объект входит в число перечисленных в оригинальной редакции «Нового общего каталога».
В галактике в 1993 году наблюдалась вспышка сверхновой типа Ia, получившей обозначение SN 1993Z. Её пиковая видимая звёздная величина составила 13,9m.
Галактика NGC 2775 входит в состав группы галактик NGC 2775. Помимо NGC 2775 в группу также входят UGC 4781, UGC 4797 и NGC 2777.